# Josef Endres (Politiker)
Josef Endres (* 19. April 1927 in Mayen; † 11. Dezember 1998 in Trier) war ein deutscher Gewerkschafter und Politiker (SPD). Er war von 1974 bis 1975 Abgeordneter im Landtag von Rheinland-Pfalz.

## Leben
Endres besuchte von 1933 bis 1941 Volksschulen in Mayen und Köln und setzte seine schulische Laufbahn bis 1944 an einer städtischen Kölner Handelsschule fort. Er leistete von 1944 bis 1945 Reichsarbeits- und Kriegsdienst, geriet zuletzt in US-amerikanische Gefangenschaft und war später Kriegsgefangener der Franzosen. Im Oktober 1948 erfolgte seine Entlassung aus der Kriegsgefangenschaft. Danach verdiente er seinen Lebensunterhalt als Hilfsarbeiter auf dem Bau und machte eine Umschulung zum Verputzer. 1950 erhielt er eine Anstellung bei der IG Bau-Steine-Erden in Mayen und 1958 wurde er Rechtssekretär des DGB in Trier. Ab 1961 war er geschäftsführender Vorsitzender des DGB für den Regierungsbezirk Trier.
Endres trat 1951 in die SPD ein und wurde später in den Vorstand des SPD-Unterbezirks Trier gewählt. Außerdem war er stellvertretender Stadtverbandsvorsitzender, Unterbezirksvorsitzender und Mitglied des Landesvorstandes Rheinland-Pfalz der Arbeitsgemeinschaft für Arbeit (AfA). Von 1955 bis 1959 war er Stadtratsmitglied der Stadt Mayen und von 1960 bis 1989 Stadtratsmitglied der Stadt Trier. Im Trierer Stadtrat fungierte er von 1974 bis 1979 als Vorsitzender der SPD-Fraktion.
Dem rheinland-pfälzischen Landtag gehörte er vom 18. Juni 1974, als er für den verstorbenen Abgeordneten Peter Paul Jost nachrückte, bis zum Ende der Legislaturperiode 1975 an. Im Landtag war er Mitglied des SPD-Fraktionsvorstandes sowie des Haushalts- und Finanzausschusses.
Neben seiner politischen und gewerkschaftlichen Tätigkeit war Endres langjähriges Mitglied in den Selbstverwaltungsorganen der gesetzlichen Krankenversicherung auf Kreis-, Landes- und Bundesebene. Von 1984 bis 1994 war er Mitglied der Handwerkskammer-Vollversammlung im Bezirk Trier und von 1974 bis 1989 Mitglied des Verwaltungsrates der Trierer Stiftung Vereinigte Hospitien. Des Weiteren gehörte er dem Kuratorium der Doppeluniversität Trier-Kaiserslautern an.

## Ehrungen und Auszeichnungen
- 1977: Verdienstkreuz 1. Klasse der Bundesrepublik Deutschland
- Freiherr-vom-Stein-Plakette des Landes Rheinland-Pfalz
- Hans-Böckler-Medaille des Deutschen Gewerkschaftsbundes
- Ehrenring der Stadt Trier